# My Crucified Jesus
My Crucified Jesus is een Engels liedje van de Belgische artiest Ferre Grignard uit 1966.
In België verscheen het nummer als B-kant van een tweede druk van de single Ring, Ring, I've Got To Sing.
In Nederland verscheen het nummer wel als aparte single. De B-kant was She's Gone.

## Meewerkende artiesten
- Muzikanten:
  - Emilius Fingertips (wasbord)
  - Ferre Grignard (elektrische gitaar, folkgitaar, gitaar, zang)
  - George Smits (gitaar, mondharmonica)
  - Johan Koopmans (contrabas)